# ورزشگاه مینیرو
مینیرو (اسپل پرتغالی: minejˈɾɐ̃w)، نام رسمی ورزشگاه گورنادور ماگاهاس پینتو در سال ۱۹۶۵ در بلو هوریزونته تأسیس شد، بزرگترین ورزشگاه فوتبال در ایالت میناس گرایس، برزیل و دومین ورزشگاه بزرگ کشور بعد از ورزشگاه ماراکانا است. این ورزشگاه میزبان مسابقات جام جهانی ۲۰۱۴ بود.
این ورزشگاه میزبان دو رویداد دیگر نیز بوده‌است یکی جام کنفدراسیون‌ها ۲۰۱۳ و بازی‌های المپیک تابستانی ۲۰۱۶.

## تصاویر

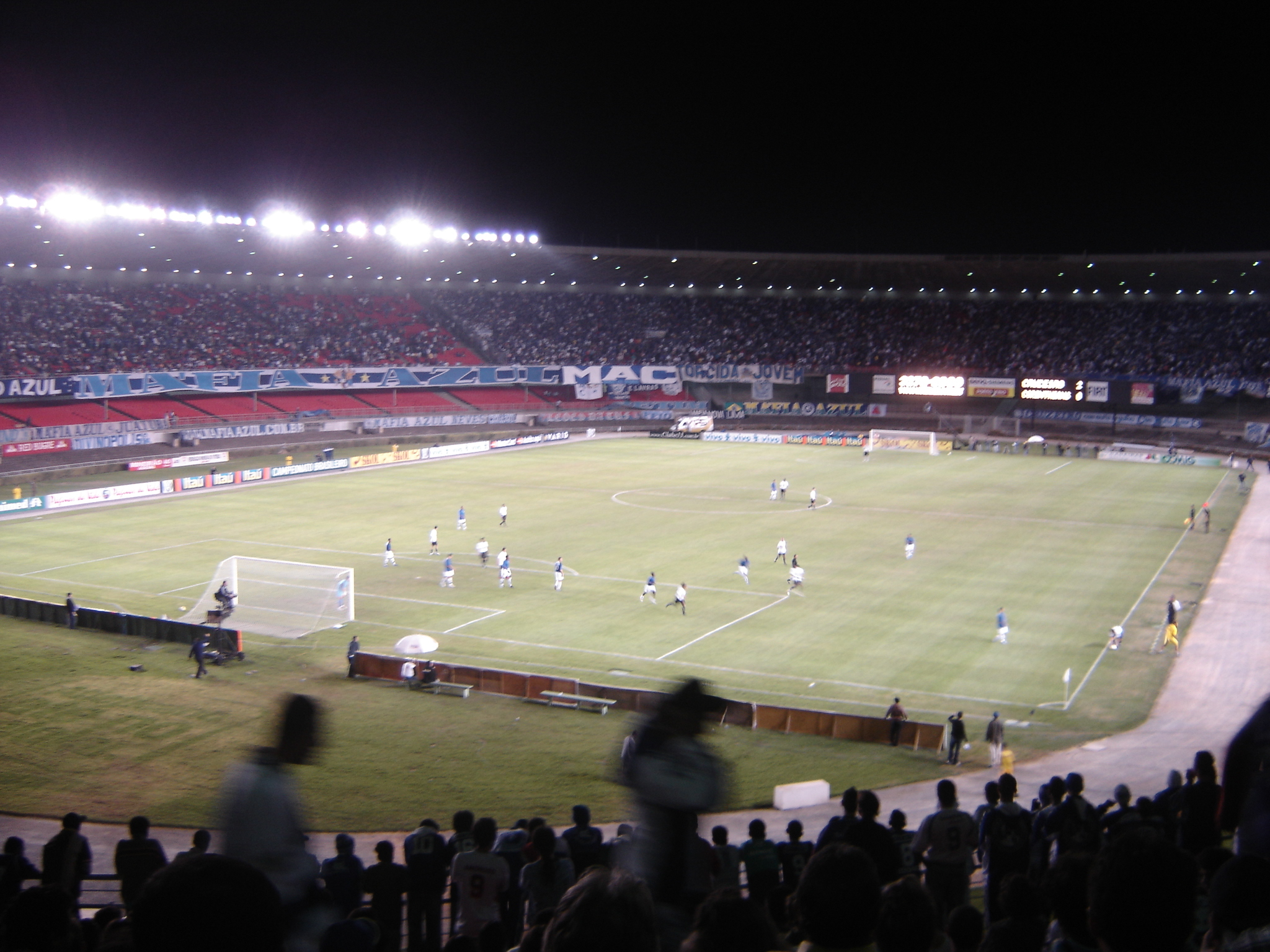
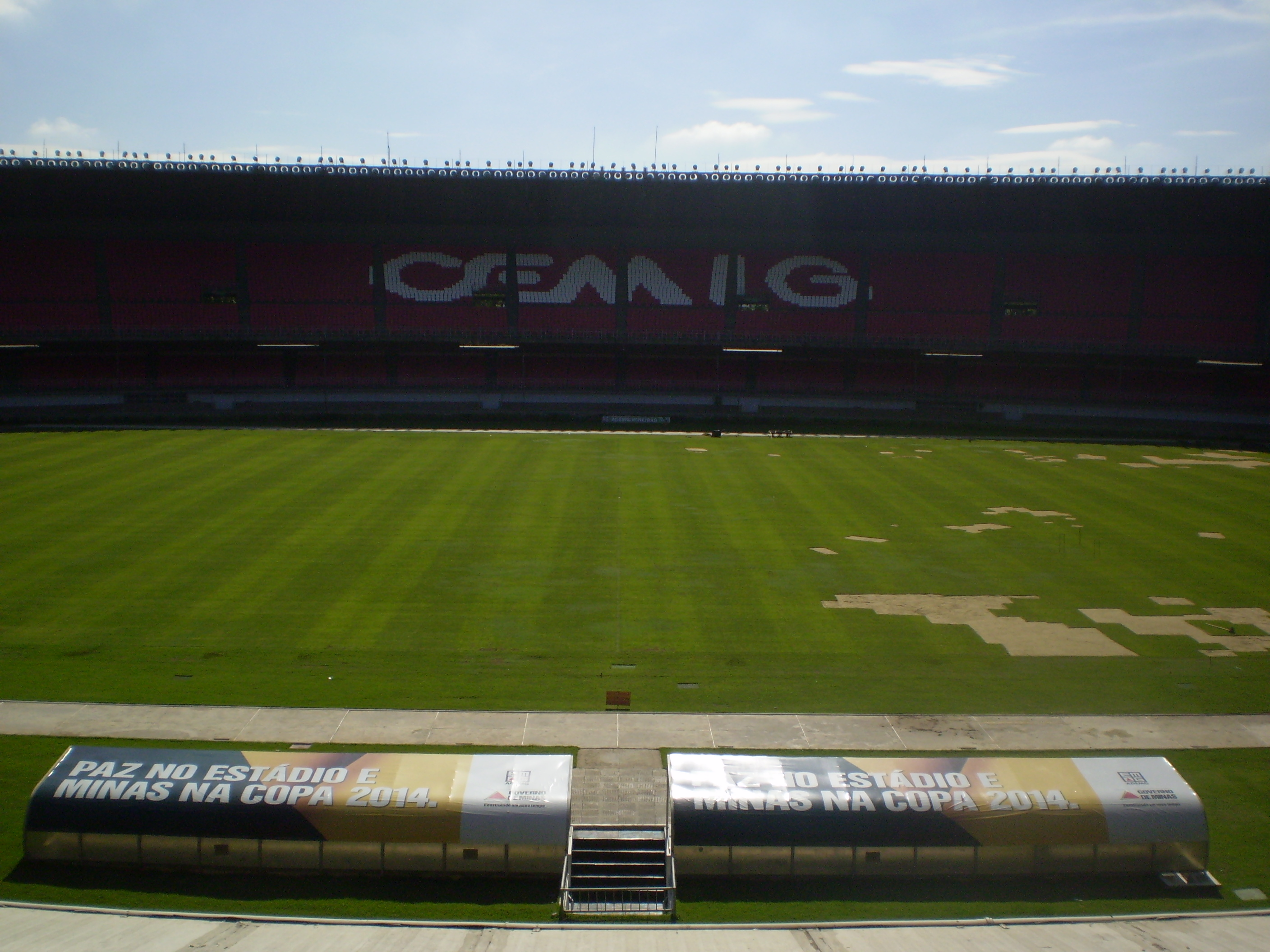
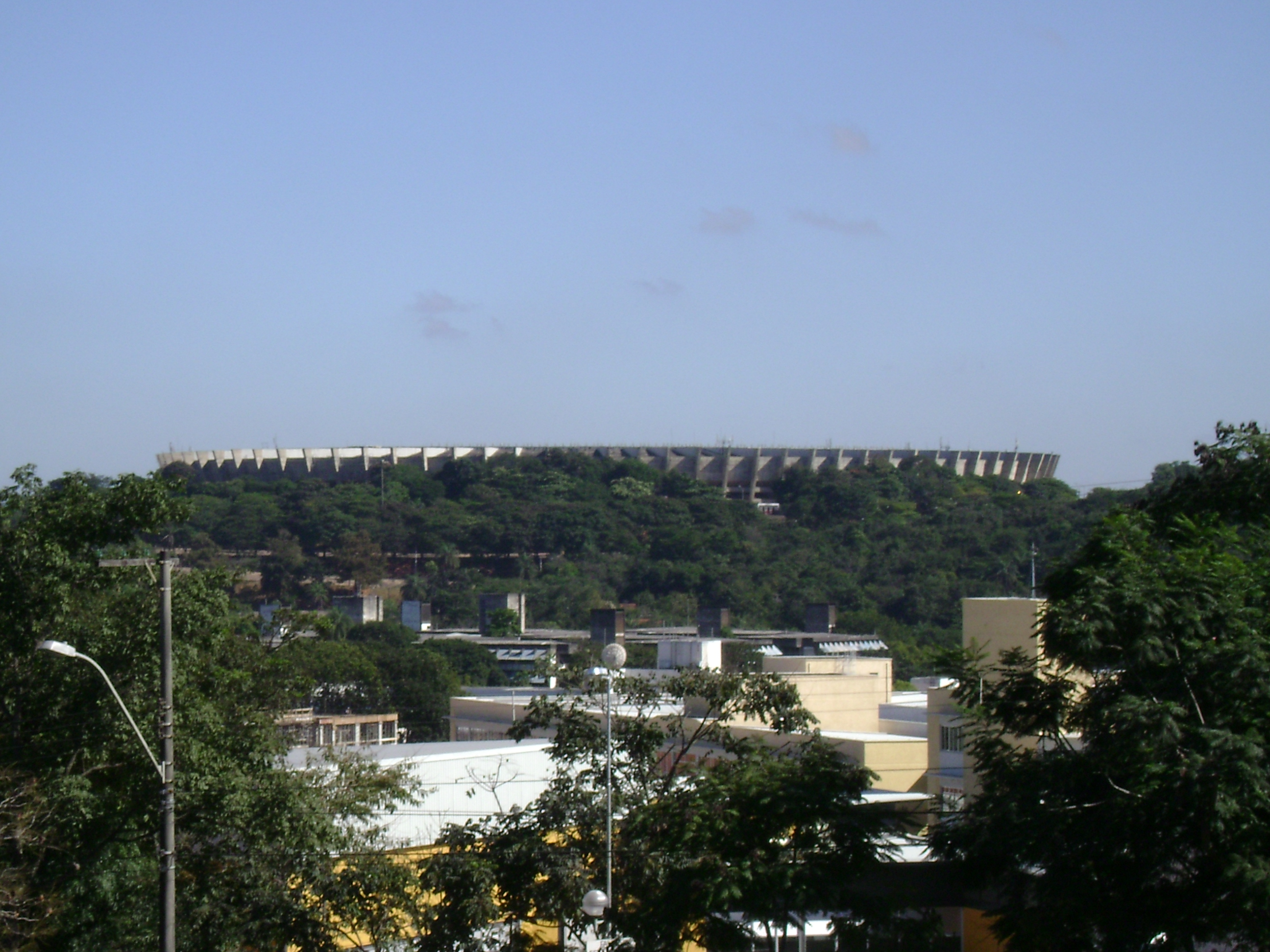
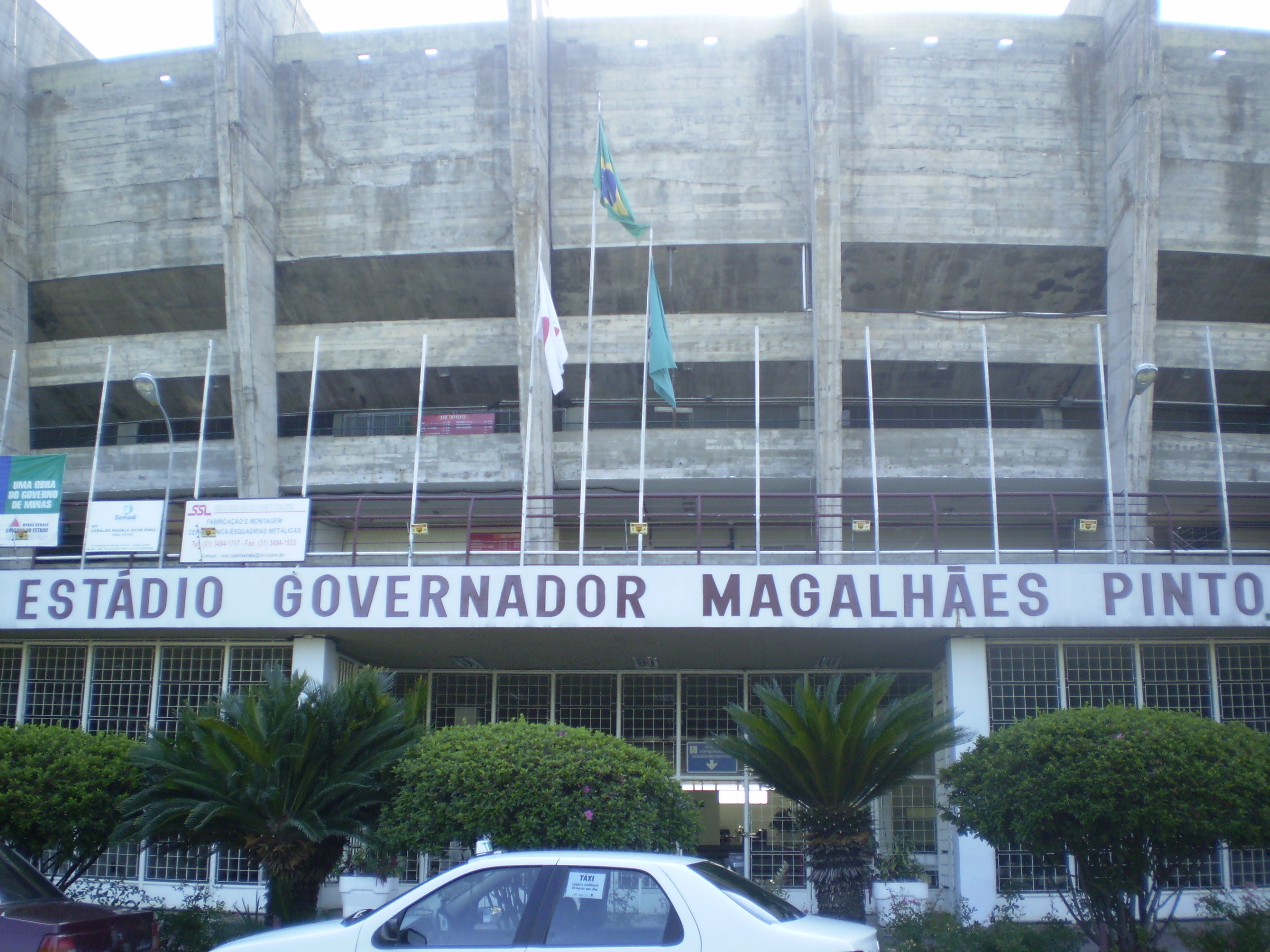